# Thomas Dewar
Thomas Robert Dewar (6 de enero de 1864 - 11 de abril de 1930) fue un político y empresario escocés dedicado a la destilación de whisky que, junto con su hermano John Alexander Dewar , convirtió su marca familiar, Dewar's, en un éxito internacional.

## Biografía
Hijo de John Dewar Sr y Jane Gow, estuvo expuesto desde muy joven a la industria de las bebidas en Escocia cuando su padre fundó «John Dewar & Sons, Ltd.». Obtuvo su educación en Perth, así como en Edimburgo y pronto se dio cuenta de que la agricultura no era su vocación.
Después de la muerte de su padre, Dewar trabajó con su hermano John Alexander Dewar para continuar y hacer crecer la marca de su familia. Dotado de carisma, Dewar pudo expandir el negocio de su padre a escala global.
Dewar dejó a su hermano en Escocia para dirigir el negocio y se propuso dar a conocer su marca en el mundo. Al visitar 26 países en el transcurso de dos años, la marca Dewar's se puso en el mapa como uno de los principales whiskies escoceses disponibles. Dewar llevó un diario de sus viajes que se consolidaron y publicaron en el libro titulado «Ramble Round the Globe», publicado por Chatto y Windus en 1894. En 1923, Dewar compró la destilería Glen Ord y dos años más tarde los hermanos Dewar tomaron su empresa para unirse a «Distillers Company Ltd», y ambos se unieron a la junta directiva.
Conocido como "whisky Tom", es el huésped que permaneció más tiempo en el Hotel Savoy de Londres.

## Intereses deportivos

### Carreras de caballos
Thomas Dewar se involucró en las carreras de caballos pura sangre como propietario y criador. Es mejor conocido por dos caballos importantes: Challenger y Cameronian.

### Premios deportivos
Dewar creó varios «Challenge Shield» para diversos deportes en el Reino Unido y en el extranjero, así como el Escudo Caridad del Sheriff de Londres y la Copa Dewar en los Estados Unidos y Perú para la Asociación de Fútbol.